# Estádio Al-Gharafa

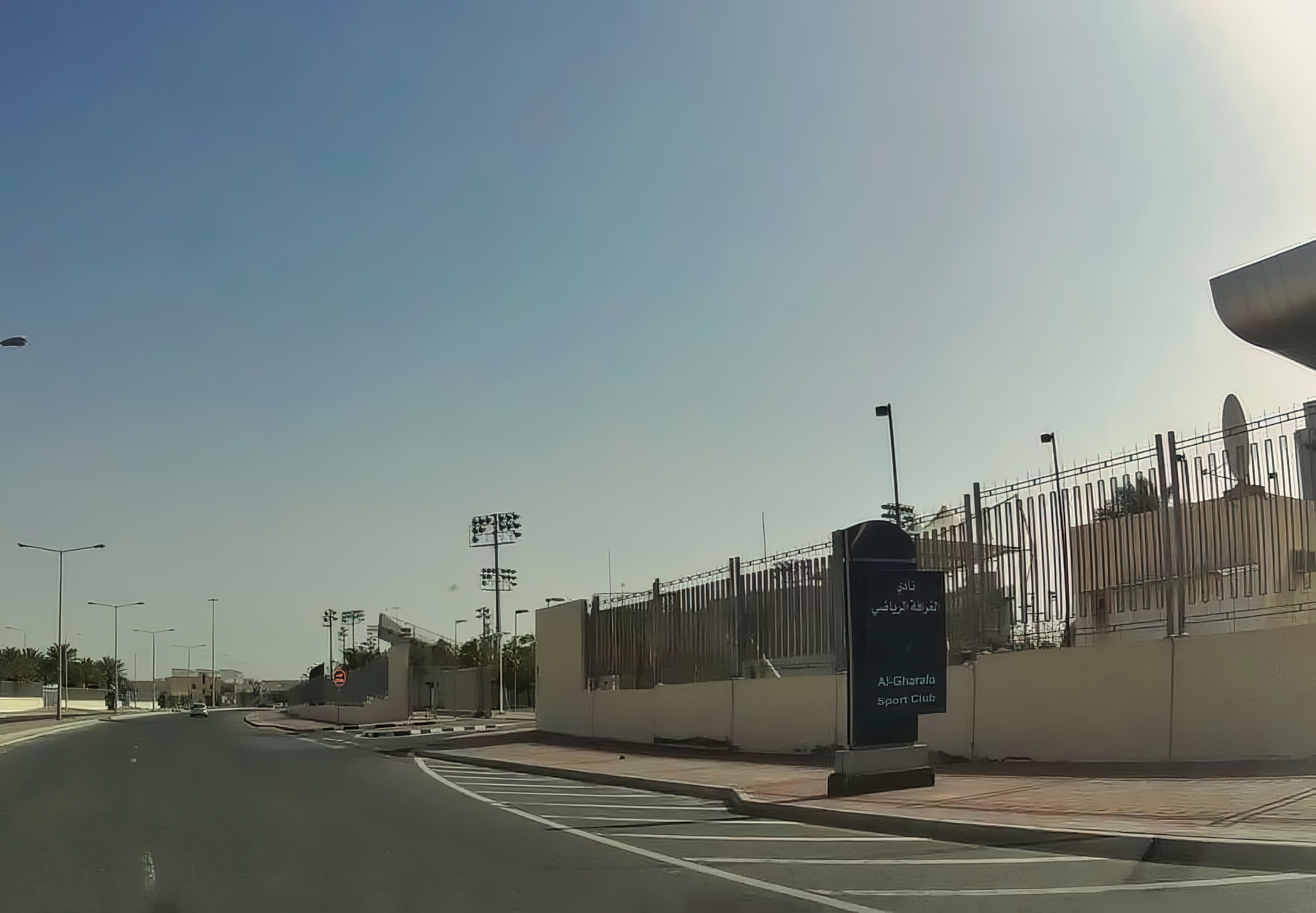
Estádio Al-Gharafa

O Al-Gharafa (Thani bin Jassim Stadium) é um estádio multi-uso situado Al Rayyan, no Catar. Foi construído em 2003 e atualmente suporta um público de até 25 mil pessoas. O time mandante é o Al-Gharafa Sports Club. 
O estádio foi usado na Copa da Ásia de 2011 e escolhido para sediar jogos da Copa do Mundo FIFA de 2022, sendo reformado para aumentar sua capacidade durante o evento.